# حسیبه بن بوعلی
حسیبه بن بوعلی (عربی: حسیبة بن بوعلی) (زاده: ۱۸ ژانویه ۱۹۳۸ – درگذشته: ۸ اکتبر ۱۹۵۷) در شهر شلف (اصنام سابق) در شمال الجزایر در یک خانواده ثروتمند به دنیا آمد و تحصیلات ابتدایی را در شهر زادگاهش بپایان رساند. او بعد از انتقال خانواده اش به پایتخت در سال ۱۹۴۸ به تحصیلاتش در دبیرستان عمر راسم ادامه داد. وی از هوش خوبی برخوردار بود و در جریان سفرهای تحقیقی اش در داخل کشور الجزایر به وضعیت بد مردمش پی برد.

## فعالیت‌ها
حسیبه در سن ۱۷ سالگی به صفوف انقلاب آزادیبخش پیوست ولی فعالیت‌های جدیش از سال ۱۹۵۶ شروع شد و تبدیل به یک عنصر فعال در لشکر فداییان شد که مسئولیت ساخت و جابجایی بمب‌ها را بعهده داشتند. وی با استفاده از پوشش شغلی اش در بیمارستان مصطفی پاشا برای تهیه مواد شیمیایی جهت درست کردن بمب استفاده می‌کرد. حسیبه خصوصاً بعد از شناخته شدگی و ترک خانه‌اش در اکتبر ۱۹۵۶ و نهایتاً پیوستن به مجاهدین در منطقه قصبه توانست به همراه دوستانش نقش زیادی در برافروختن شعله جنگ الجزایر ایفا کند. او تا اکتبر ۱۹۵۷ به مبازره خودش ادامه داد.

## کشته‌شدن
در ۸ اکتبر ۱۹۵۷ محل مخفی شدن حسیبه توسط نیروهای دشمن شناسایی شد و منطقه آن‌ها را محاصره کردند، و وقتی او به همراه دیگر یارانش علی لابوانت، محمود بوحمیدی و عمر الصغیر از تسلیم شدن خودداری کردند نیروهای ارتش دشمن اقدام به منفجر کردن ساختمان آنان نمودند و آنان را به قتل رساندند.

## تأثیرگذاری
حسیبه و یارانش نقش بزرگی ایفا کرده و تأثیر بسیاری در وجدان مردم الجزایر باقی گذاشتند. در مورد حسیبه یک فیلم با نام «حسیبه الجزایری» ساخته شده‌است.

## نامه به خانواده
نامه حسیبه که آن را ۲۳ روز قبل از شهادتش نوشت به دلیل محدودیت‌های حکومت هرگز بدست خانواده اش نرسید و سرانجام بعد از ۵۷ سال و دقیقاً در سال ۲۰۱۴ این نامه به همت ملیکه قورصو به دانشگاهی که در زادگاه او بنام حسیبه نامگذاری شده رسیده‌است.
حسیبه در این نامه به شیوه ای ساده و زیبا تلاش کرده که به خانواده اش اطمینان خاطر داده و آن‌ها را مطلع کند که تصمیم گرفته تا به پرستاری در صفوف ارتش آزادیبخش و حتی حمل سلاح در صورت نیاز بپردازد وی اضافه کرده بود که شهادت وی در میدان مبارزه رسم او و برایش پایانی توأم با خوشبختی است.